# Myrceugenia exsucca
Myrceugenia exsucca — невелике вічнозелене дерево з роду Myrceugenia, ендемік Чилі та Аргентини. В Чилі його можна знайти від Аконкагуа до континентального Чілое.

## Опис
Може досягати висоти до 20 м. Плід — їстівна жовто-коричнева або оранжево-коричнева ягода довжиною 6-8 мм, всередині якої міститься 2-9 насінин довжиною 3-5 мм.
Може рости як чагарник або дерево. Характеризується тим, що росте в болотистих місцях, заболочених або затоплених місцях.

## Додатки
Цей лісовий плід є їстівною ягодою з солодким смаком, і її можна використовувати для приготування різних страв; і, як і вид Myrceugenia planipes, він має декоративне та лікарське застосування.